# 4. grönländischer Landesratswahlkreis
Der 4. grönländische Landesratswahlkreis war von 1951 bis 1979 ein Landesratswahlkreis in Grönland. Der Wahlkreis umfasste die Gemeinde Paamiut.

## Vertreter
Folgende Personen vertraten den Wahlkreis:
| Wahlperiode | Landesrat                            | 1. Stellvertreter                   | 2. Stellvertreter | Anmerkung |
| ----------- | ------------------------------------ | ----------------------------------- | ----------------- | --------- |
| 1951–1955   | Abel Kristiansen                     | ?                                   | ?                 |           |
| 1955–1959   | Erling Høegh                         | ?                                   | ?                 |           |
| 1959–1963   | Nathan Jakobsen                      | ?                                   | ?                 |           |
| 1963–1967   | Anthon Petersen                      | ?                                   | ?                 |           |
| 1967–1971   | Isboseth Petersen                    | Karolus Hegelund                    | Else Hildebrand   |           |
| 1971–1975   | Ole Berglund (nicht 1974 I, 1974 II) | Mathæus Tobiassen (1974 I, 1974 II) | David Rosing      |           |
| 1975–1979   | Lamik Møller                         | Grøndahl Hansen                     | Henrik Petersen   |           |